# Nuoto ai campionati mondiali di nuoto 2009 - Staffetta 4x100 metri stile libero femminile
La staffetta 4x100 metri stile libero femminile ai campionati mondiali di nuoto 2009 si è svolta al complesso natatorio del Foro Italico di Roma, in Italia.
Le qualifiche si sono svolte la mattina del 26 luglio 2009, mentre la finale si è svolta la sera stessa.

## Medaglie
| Posizione | Atleta                                                                                  | Paese       |
| --------- | --------------------------------------------------------------------------------------- | ----------- |
|           | Inge Dekker Ranomi Kromowidjojo Femke Heemskerk Magdalena Veldhuis Hinkelien Schreuder* | Paesi Bassi |
|           | Britta Steffen Daniela Samulski Petra Dallmann Daniela Schreiber                        | Germania    |
|           | Lisbeth Trickett Marieke Guehrer Shayne Reese Felicity Galvez Sally Foster* Meagan Nay* | Australia   |

* Atlete che hanno partecipato solo alle batterie.

## Record
Prima della manifestazione il record del mondo (WR) e il record dei campionati (CR) erano i seguenti.
|  | 3'33"62 | Inge Dekker (53.77) Ranomi Kromowidjojo (53.61) Femke Heemskerk (53.62) Marleen Veldhuis (52.62) Paesi Bassi | 18 marzo 2008 Eindhoven, Paesi Bassi |
|  | 3'35"48 | Lisbeth Lenton (53.42) Melanie Schlanger (53.95) Shayne Reese (54.90) Jodie Henry (53.21) Australia          | 25 marzo 2007 Melbourne, Australia   |

Durante l'evento sono stati migliorati i seguenti record:
| Data      | Evento      | Atleta                                     | Nazione     | Tempo   | Record |
| --------- | ----------- | ------------------------------------------ | ----------- | ------- | ------ |
| 26 luglio | 3ª batteria | Steffen, Samulski, Dallmann e Schreiber    | Germania    | 3'34"74 |        |
| 26 luglio | Finale      | Dekker, Kromowidjojo, Heemskerk e Veldhuis | Paesi Bassi | 3'31"72 |        |

## Risultati batterie
| Pos. | Nazione       | Atlete | Tempo   | Batteria | Corsia | Note |
| ---- | ------------- | --- | ------- | -------- | ------ | ---- |
| 1    | Germania      | Britta Steffen (53.76) Daniela Samulski (1:47.57) Petra Dallmann (2:41.26) Daniela Schreiber (3:34.74)                  | 3:34.74 | 3        | 5      | CR   |
| 2    | Paesi Bassi   | Frederike Heemskerk (53.83) Hinkelien Schreuder (1:48.76) Inge Dekker (2:41.73) Ranomi Kromowidjojo (3:34.94)           | 3:34.94 | 4        | 4      |      |
| 3    | Australia     | Sally Foster (54.18) Marieke Guehrer (1:47.65) Shayne Reese (2:40.84) Meagen Nay (3:35.26)                              | 3:35.26 | 2        | 4      |      |
| 4    | Svezia        | Therese Alshammar (54.27) Josefin Lillhage (1:47.82) Sarah Sjöström (2:40.96) Gabriella Fagundez (3:35.31)              | 3:35.31 | 3        | 6      | NR   |
| 5    | Cina          | Zhesi Li (54.27) Qian Wei Zhu (1:48.61) Yi Tang (2:42.64) Jiaying Pang (3:36.85)                                        | 3:36.85 | 4        | 5      |      |
| 6    | Gran Bretagna | Fran Halsall (53.02) Caitlin Mcclatchey (1:48.00) Katherine Wyld (2:42.80) Amy Smith (3:37.02)                          | 3:37.02 | 4        | 3      |      |
| 7    | Stati Uniti   | Julia Smit (54.25) Kate Dwelley (1:48.90) Caitlin Geary (2:43.49) Christine Magnuson (3:37.12)                          | 3:37.12 | 3        | 4      |      |
| 8    | Ungheria      | Eszter Dara (55.29) Evelyn Verrasztó (1:49.19) Ágnes Mutina (2:43.47) Katinka Hosszú (3:37.64)                          | 3:37.64 | 3        | 2      | NR   |
| 9    | Canada        | Victoria Poon (54.70) Erica Morningstar (1:49.54) Genevieve Saumur (2:43.43) Heather Maclean (3:38.22)                  | 3:38.22 | 3        | 3      | NR   |
| 10   | Francia       | Aurore Mongel (54.77) Hanna Shcherba (1:49.43) OphelieCyrielle Etienne (2:44.87) Malia Metella (3:38.66)                | 3:38.66 | 2        | 5      |      |
| 11   | Giappone      | Haruka Ueda (54.88) Hanae Itō (1:49.88) Yayoi Matsumoto (2:44.86) Misaki Yamaguchi (3:38.89)                            | 3:38.89 | 2        | 3      | NR   |
| 12   | Russia        | Olga Klyuchnikova (54.88) Victoriya Andreeva (1:49.67) Maria Ugolkova (2:45.23) Anastasia Aksenova (3:40.48)            | 3:40.48 | 2        | 6      | NR   |
| 13   | Italia        | Renata Spagnolo (55.68) Laura Letrari (1:50.36) Erica Buratto (2:45.55) Silvia Di Pietro (3:41.07)                      | 3:41.07 | 4        | 6      |      |
| 14   | Bielorussia   | Yulia Khitraya (56.59) Aljaksandra Herasimenja (1:50.34) Svetlana Khokhlova (2:45.78) Iryna Niafedava (3:42.52)         | 3:42.52 | 3        | 7      |      |
| 15   | Finlandia     | Linda Laihorinne (56.63) Emilia Pikkarainen (1:53.13) RiiaRosa Koskelainen (2:49.15) Hanna-Maria Seppälä (3:42.98)      | 3:42.98 | 4        | 1      |      |
| 16   | Slovacchia    | Katarina Listopadova (57.14) Katarina Filova (1:52.41) Miroslava Syllabova (2:48.85) Martina Moravcová (3:43.63)        | 3:43.63 | 2        | 7      |      |
| 17   | Belgio        | Nina Van Koeckhoven (56.67) Sascha Van Den Branden (1:53.16) Annelies De Mare (2:49.28) Jolien Sysmans (3:44.65)        | 3:44.65 | 2        | 0      |      |
| 18   | Irlanda       | Fiona Doyle (56.57) Clare Dawson (1:52.73) Niamh O'sullivan (2:50.11) Melanie Nocher (3:47.21)                          | 3:47.21 | 2        | 2      |      |
| 19   | Singapore     | Ting Wen Quah (56.14) Xiang Qi Amanda Lim (1:52.40) Chui Bin Mylene Ong (2:49.86) Lynette Lim (3:47.54)                 | 3:47.54 | 4        | 2      |      |
| 20   | Bahamas       | Alana Dillette (57.11) Ariana Vanderpoolwallace (1:51.96) Teisha Lightbourne (2:50.48) Alicia Lightbourne (3:48.34)     | 3:48.34 | 3        | 1      |      |
| 21   | Venezuela     | Arlene Semeco (55.98) Jeserick Pinto (1:53.81) Ximena Vilar (2:50.87) Yennifer Marquez (3:49.15)                        | 3:49.15 | 4        | 7      |      |
| 22   | Ucraina       | Dar'ya Stepanyuk (55.43) Oksana Serikova (1:51.81) Kseniya Grygorenko (2:51.63) Daryna Zevina (3:49.26)                 | 3:49.26 | 1        | 5      |      |
| 23   | Lituania      | Rugile Mileisyte (56.94) Grite Apanaviciute (1:55.10) Raminta Dvariskyte (2:55.81) Aiste Dobrovolskaite (3:54.97)       | 3:54.97 | 2        | 1      |      |
| 24   | Malta         | Nicol Cremona (1:02.14) Melinda Sue Micallef (2:01.85) Davina Mangion (3:02.65) Talisa Pace (4:02.99)                   | 4:02.99 | 4        | 9      |      |
| 25   | Macao         | Cheok Mei Ma (1:00.64) Chi Yan Tan (2:01.99) Man Wai Fong (3:03.06) Lok In Che (4:04.75)                                | 4:04.75 | 4        | 8      |      |
| 26   | India         | Chittaranjan Shubha (1:00.68) Murugaperumal Mercy Venpa (2:07.61) Pooja Raghava Alva (3:11.47) Talasha Prabhu (4:12.41) | 4:12.41 | 3        | 8      |      |
| 27   | Senegal       | Binta Zahra Diop (1:01.79) Ouleye Diallo (2:06.45) Mareme Faye (3:13.46) Khadidiatou Dieng (4:15.42)                    | 4:15.42 | 2        | 8      |      |
| 28   | Mozambico     | Monica Bernardo (1:03.18) Jessika Cossa (2:08.74) Faina Salate (3:12.78) Gessica Stagno (4:17.90)                       | 4:17.90 | 1        | 4      |      |
| 29   | Albania       | Sara Abdullahu (1:00.36) Reni Jani (2:10.15) Debora Keci (3:16.93) Rovena Marku (4:21.23)                               | 4:21.23 | 4        | 0      |      |
| 30   | Pakistan      | Kiran Khan (1:08.30) Aqsa Tariq (2:21.85) Rida Mitha (3:33.19) Mahnoor Maqsood (4:43.01)                                | 4:43.01 | 3        | 0      |      |

## Risultati finale
| Pos. | Nazione       | Atlete | Corsia | Tempo   | Note |
| ---- | ------------- | --- | ------ | ------- | ---- |
|      | Paesi Bassi   | Inge Dekker (53.61) Ranomi Kromowidjojo (1:45.91) Frederike Heemskerk (2:38.94) Magdalena Veldhuis (3:31.72) | 5      | 3:31.72 | WR   |
|      | Germania      | Britta Steffen (52.22) Daniela Samulski (1:45.71) Petra Dallmann (2:39.46) Daniela Schreiber (3:31.83)       | 4      | 3:31.83 | NR   |
|      | Australia     | Lisbeth Trickett (52.62) Marieke Guehrer (1:46.22) Shayne Reese (2:39.47) Felicity Galvez (3:33.01)          | 3      | 3:33.01 | OR   |
| 4    | Stati Uniti   | Amanda Weir (54.47) Dara Torres (1:48.19) Christine Magnuson (2:42.05) Dana Vollmer (3:35.23)                | 1      | 3:35.23 |      |
| 5    | Svezia        | Therese Alshammar (53.58) Josefin Lillhage (1:47.16) Sarah Sjöström (2:40.78) Gabriella Fagundez (3:35.35)   | 6      | 3:35.35 |      |
| 6    | Cina          | Zhesi Li (54.04) Qian Wei Zhu (1:47.77) Yi Tang (2:41.93) Jiaying Pang (3:35.63)                             | 2      | 3:35.63 | AsR  |
| 7    | Gran Bretagna | Francesca Halsall (53.31) Caitlin Mcclatchey (1:47.74) Katherine Wyld (2:42.48) Amy Smith (3:36.99)          | 7      | 3:36.99 | NR   |
| 8    | Ungheria      | Eszter Dara (55.09) Evelyn Verrasztó (1:49.29) Ágnes Mutina (2:44.03) Katinka Hosszú (3:39.53)               | 8      | 3:39.53 |      |